# Дріт смерті

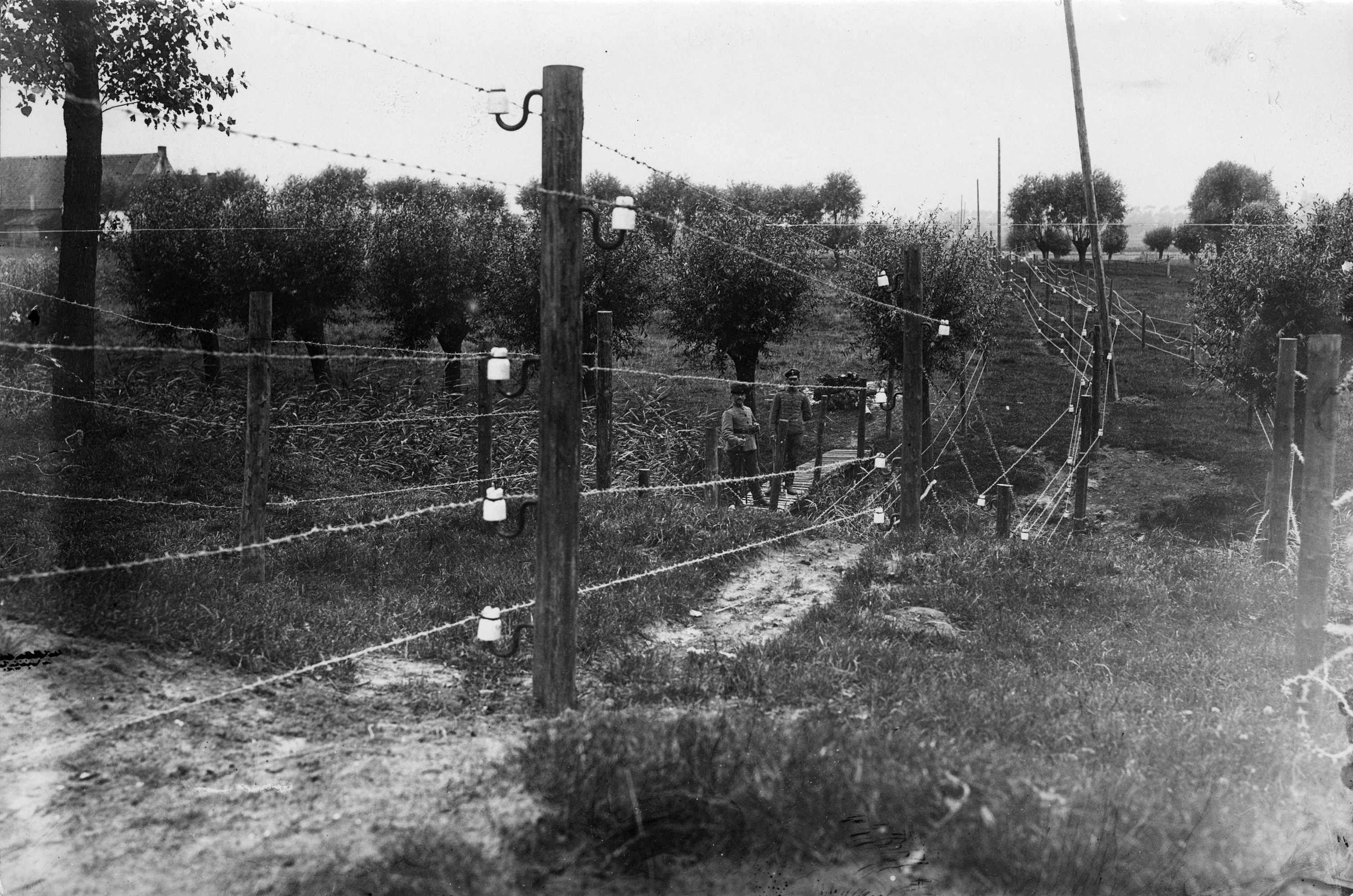
«Дріт смерті» в районі Слейса, Зеландія.

«Дріт сме́рті» (нід. De Draad) —  дротове загородження під напругою, встановлене німцями під час Першої світової війни  уздовж кордону між майже повністю окупованої ними Бельгії і нейтральними  Нідерландами.У німецьких офіційних документах це загородження звалося Grenzhochspannungshindernis (прикордонне загородження високої напруги).
Бельгія була окупована німцями, а Нідерланди — нейтральними. Німці хотіли за всяку ціну перешкодити бельгійським солдатам-добровольцям приєднатися до союзних військ через Нідерланди. Німці в 1915 році побудували загородження завдовжки 206 миль (приблизно 300 км) під напругою у 2 кВ. Починаючи з серпня 1915 року, електричний паркан відділяв дві сусідні країни від міста Ваальса, недалеко від Аахена, Німеччина, до самого моря на західному узбережжі. Прикордонники назвали це додендраадом, або «дротом смерті».
Скільки людей загинуло уздовж кордону, встановити складно. Бельгійський професор географії Домінік Ваннесте, який провів великі архівні дослідження, називає число в 800 жертв загиблими, чиї повні імена відомі, три чверті померли від удару струмом, одна п'ята — під час перестрілки, а причина смерті невідома серед решти жертв. Загальна кількість жертв за три роки оцінюється приблизно в 2000. Для порівняння: за 28 років уздовж Берлінської стіни загинуло 136 осіб.